# Brewster Heights
Brewster Heights es un lugar designado por el censo ubicado en el condado de Putnam en el estado estadounidense de Nueva York. En el Censo de 2020 tenía una población de 1076 habitantes y una densidad poblacional de 791,18 habitantes por km². Fue incluido como CDP en el censo de 2020.

## Geografía
Brewster Heights se encuentra ubicado en las coordenadas 41°24′34″N 73°37′50″O / 41.40944, -73.63056. Según la Oficina del Censo de los Estados Unidos,  tiene una superficie total de 1,36 km², todos correspondientes a tierra firme.